# Тропесу
Тропесу (порт. Tropeço; МФА: [tɾu.ˈpe.su]) — парафія в Португалії, у муніципалітеті Арока. Розташована в західній частині країни, на теренах історичної португальської провінції Бейра. Входить до складу округу Авейру. За адміністративним поділом, чинним до 1976 року, терени парафії були складовою провінції Берегове Дору. Належить до Авейрівської діоцезії Католицької церкви. Патрон — свята Марина. Площа — 17,8387 км². Населення — 1150 ос. (2011). Слабо урбанізований регіон. Густота населення — 64,47 осіб/км²
. Код — 010418.

## Географія

Арока (2013)
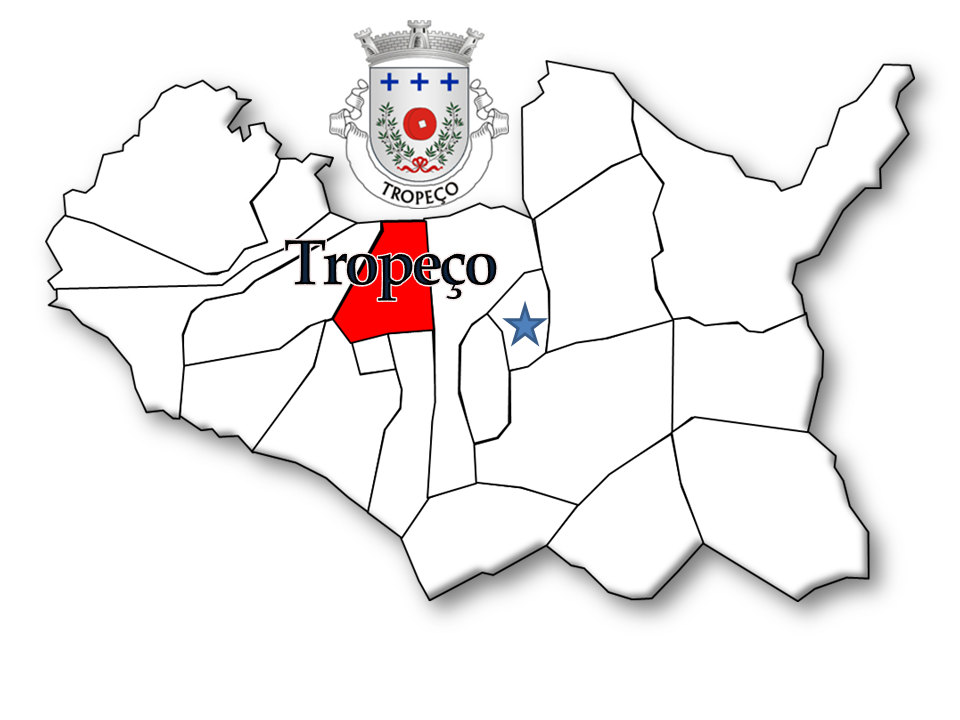
Тропесу

## Населення
| Кількість мешканців | Кількість мешканців | Кількість мешканців | Кількість мешканців | Кількість мешканців | Кількість мешканців | Кількість мешканців | Кількість мешканців | Кількість мешканців | Кількість мешканців | Кількість мешканців | Кількість мешканців | Кількість мешканців | Кількість мешканців | Кількість мешканців |
| ------------------- | ------------------- | ------------------- | ------------------- | ------------------- | ------------------- | ------------------- | ------------------- | ------------------- | ------------------- | ------------------- | ------------------- | ------------------- | ------------------- | ------------------- |
| 1864                | 1878                | 1890                | 1900                | 1911                | 1920                | 1930                | 1940                | 1950                | 1960                | 1970                | 1981                | 1991                | 2001                | 2011                |
| 761                 | 817                 | 818                 | 863                 | 974                 | 1081                | 1079                | 1221                | 1305                | 1375                | 1212                | 1253                | 1277                | 1297                | 1150                |